# 胡克奧維 (亞利桑那州)
胡克奧維（英語：Huk Ovi）是位於美國亞利桑那州納瓦霍縣的一個非建制地區。該地的面積和人口皆未知。

## 地理
胡克奧維的座標為35°53′30″N 110°41′15″W / 35.89167°N 110.68750°W，而該地的平均海拔高度為1939米（即6361英尺）。